# Kemmental
Kemmental és un municipi del cantó de Turgòvia (Suïssa), situat al districte de Kreuzlingen. És el resultat de la fusío el 1996 dels antics municipis Alterswillen i Hugelshofen. És un topònim creat a l'ocasió de la fusió, mot compost del nom del riu Kemme, que creua l'entitat, i el sufix alemany tal (vall).

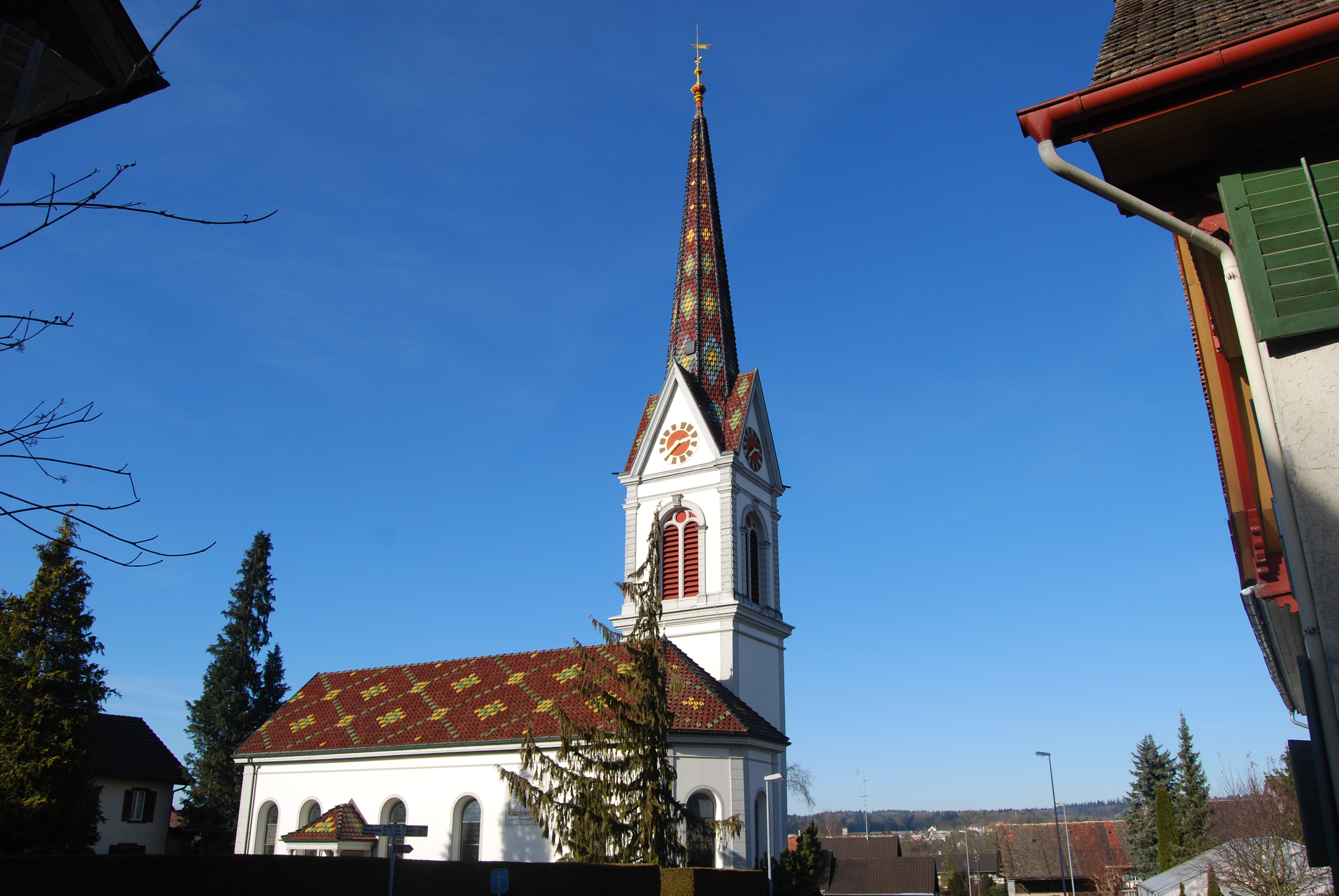
Hugelshofen (Kemmental)